# 유럽전나무
유럽전나무(학명: Abies alba, 영어: European silver fir, silver fir)는 피레네산맥에서 북쪽으로 노르망디, 동쪽으로 알프스산맥, 카르파티아산맥, 슬로베니아, 크로아티아, 보스니아 헤르체고비나, 몬테네그로, 세르비아, 남쪽으로 이탈리아, 불가리아, 코소보, 알바니아, 그리스 북부에 이르기까지 유럽의 산맥에 자생하는 전나무이다. 북아메리카 북동부의 성탄절 트리 농장에서 흔히 자란다.